# Heller Bernát
Heller Bernát (Nagybiccse, 1871. március 16. – Budapest, 1943. február 26.) irodalomtörténész, orientalista (keletkutató), folklorista, az Országos Rabbiképző Intézet tanára.

## Életútja
Heller Vilmos szállodatulajdonos és Leimdörfer Katalin fiaként született. A gimnázium felső tanfolyamát a Rabbiképző-intézetben végezte. 1894-ben avatták doktorrá, 1896-ban rabbivá. Ugyanezen évben tanári oklevelet szerzett a német–francia szakból. 1901. július 2-án Budapesten, a Erzsébetvárosban feleségül vette a nála 9 évvel fiatalabb Halász Etelkát, Halász Nátán és Seligmann Rebeka leányát. 1896-tól állami középiskolai tanár, 1919-ben a Pesti Izraelita Hitközség fiú- és leánygimnáziumának igazgatója lett. 1920-tól a főgimnázium igazgatója és a leánygimnázium kurátora volt. 1922-ben Bacher Vilmos tanszékére az Országos Rabbiképző Intézet tanárává nevezték ki. 1931-es nyugdíjazása után egy I. kerületi kereskedelmi iskola izraelita hitoktatója, majd 1933 és 1935 között az Országos Rabbiképző Intézet alsó tagozatának óraadó tanára volt. Az 1935–36-os tanévben a Budai Izraelita Hitközség tanulmányi felügyelőjeként működött. Az Izraelita Magyar Irodalmi Társulat választmányának, a Magyar Néprajzi Társaság választmányának és Folklóre bizottságainak, a Pro Palesztina Szövetség elnöki tanácsának tagja.
Irodalmi munkásságának főterületei: összehasonlító irodalomtörténet, folklór, mesekutatás. Héber szövegtanulmányai, a talmudi és midrási mesék irodalmi vonatkozásaival foglalkozó tanulmányai irodalomtörténeti értekezései, pedagógiai cikkei stb. a legelőkelőbb hazai és külföldi folyóiratokban jelentek meg. Fontos tárgytörténeti adatokat szolgáltatott a magyar mondákhoz és klasszikusok magyarázatához.

## Főbb művei
- Az evangéliumi parabola viszonya az Aggádához (Budapest, 1894)
- Mely főszempontokból alakította át Goethe az Iphigeniáját? (Budapest, 1899)
- Éléments, Paralléles et Origines de la Légende des Sept Dormants (Paris, 1904)
- Le Légende judeo christienne du Compagnon au Paradis (Paris, 1908)
- Az arab Antar-regény. Összehasonlító irodalomtörténeti tanulmány; MTA, Budapest, 1918
- A héber mese I-II. (Budapest, 1923-1924, Népszerű Zsidó Könyvtár 5. és 14. sz.)
- A biblia a költő Zrínyi Miklós műveiben (Budapest, 1925)
- Bibliographie des ouvrages du professeur Ignác Goldziher (Paris, 1927)
- Das hebräische und arabische Märchen (Leipzig, 1930)
- Die Bedeutung des arabischen Antar-Romans für die vergleichende Literaturkunde (Leipzig, 1931)